# Глава государства (фильм)
«Глава́ госуда́рства» (англ. Head of State) — американская комедия 2003 года режиссёра Криса Рока. Фильм стал первой режиссёрской работой Рока. Мировая премьера состоялась 28 марта 2003 года.

## Сюжет
В самый разгар предвыборной кампании кандидат на пост президента от округа Вашингтон неожиданно приказал долго жить. Именно поэтому демократической партии ничего не остаётся, как заменить его темнокожим оболтусом Мэйсом Гиллиамом.
Никто, впрочем, не подозревает, что Гиллиам, внезапно оказавшийся в центре внимания, разовьёт очень бурную деятельность.

## В ролях
| Актёр           | Роль                        |
| --------------- | --------------------------- |
| Крис Рок        | Мэйс Гиллиам                |
| Берни Мак       | Митч Гиллиам                |
| Дилан Бейкер    | Мартин Геллер               |
| Ник Сирси       | Брайан Льюис вице-президент |
| Линн Уитфилд    | Дебра Ласситер              |
| Робин Гивенс    | Ким девушка Мэйса           |
| Тамала Джонс    | Лара Кларк                  |
| Джеймс Ребхорн  | сенатор Билл Арнот          |
| Кит Дэвид       | Бернард Купер               |
| Трейси Морган   | «Мясник»                    |
| Стефани Марч    | Никки                       |
| Роберт Стэнтон  | советник                    |
| Джуд Чикколелла | мистер Эрл                  |
| Nate Dogg       | в роли самого себя          |
| R-Truth         | в роли самого себя          |